# Méfiez-vous fillettes
Pour plus de détails, voir Fiche technique et Distribution.
Méfiez-vous fillettes est un film français réalisé par Yves Allégret, histoire d'une pauvre jeune fille aux mains de proxénètes. Le film devra être partiellement amputé pour sortir en 1957.

## Synopsis
Raven, un truand qui vient de sortir de prison règle ses comptes en assassinant Mendetta et sa compagne qui l'avaient dénoncé. S'étant emparé des différents bars de Mendetta, il se trouve en guerre avec d'autres truands qui veulent l'abattre.

## Fiche technique
- Titre : Méfiez-vous fillettes
- Réalisation : Yves Allégret
- Scénario : René Wheeler et Jean Meckert, d'après le roman de James Hadley Chase
- Décors : Robert Clavel
- Photographie : Robert Juillard
- Montage : Claude Nicole
- Musique : Paul Misraki
- Production : Agnès Delahaie et Robert Dorfmann
- Pays d'origine :  France
- Format : Noir et blanc  - 1,85:1 - Mono - 35 mm
- Genre : Drame policier
- Durée : 87 minutes
- Date de sortie : 
  - France : 5 juillet 1957
- Film interdit aux moins de 16 ans lors de sa sortie en France

## Distribution
- Antonella Lualdi : Dany Dumont
- Robert Hossein : Raven
- Michèle Cordoue : Fan
- Jean Gaven : Petit Jo
- André Luguet : Spade
- Gérard Oury : Marcel Palmer
- Pierre Mondy : Tonio
- Jacqueline Porel : Madame Cora
- Alain Saury : Léo Dumont
- Georges Flamant : Mendetta
- Elisabeth Manet : Stella Mendetta
- Jean Lefebvre : Matz
- Roland Lesaffre : Paul
- Dominique Page : Sophie
- Dominique Davray : Arlette
- Évelyne Rey : ?
- Gérard Hernandez : un client
- Raymond Gérôme : ?
- Jean-Claude Brialy : un client du Sexy bar
- Gabriel Gobin : le docteur
- Michel Jourdan : ?
- Henri Cogan : ?

## Production

### Tournage
Le tournage s'est déroulé du 28 février au 14 avril 1957 aux studios de Boulogne.

## Autour du film
- Interdit de projection en France une journée avant sa sortie, le film fut finalement autorisé après la suppression de certaines scènes au montage.